# 葉富強
葉富強教授，PhD（英語：Professor David Fu-Keung IP， 1947年11月4日—2020年8月7日），澳大利亞籍香港人，應用社會科學專家。生前曾先後任教於澳大利亞昆士蘭大學（Univeristy of Queensland）和香港理工大學（Hong Kong Polytechnic University）。在香港理工大學執教期間亦擔任應用社會科學系（Department of Applied Social Sciences）副系主任（Associate Head）直至退休。

## 生平
葉富強博士，1947年生於香港，中學就讀於金文泰中學。大學畢業於香港中文大學聯合書院，修讀社會學。1972年獲美國國務院頒發之「東西中心獎學金」(East West Center Scholarship)於夏威夷大學(University of Hawaii )取得碩士學位後，返回香港在香港大學社會系任助理講師。兩年後再取得「加拿大聯邦獎學金」(Canadian Commonwealth Scholarship) 往英屬哥倫比亞大學(University of British Columbia)完成博士學位。1980-2007年任教於澳洲昆士蘭大學(University of Queensland)，從講師到副教授(Associate Professor)，歷時27載。
2008年，回港照顧母親，旋即獲香港理工大學應用社會科學系聘任為副教授。2011年-2016年，任該系副系主任及署理系主任。2016年，执教30余年的葉富强博士正式退休。